# Papež Agapit I.
Agapit I.  (tudi Agapet I. ), rimski škof, (papež) rimskokatoliške Cerkve, * okrog 490 Rim (Lacij, Italsko kraljestvo); † 22. april 536 Carigrad (Bizantinsko cesarstvo).

## Življenjepis

### Agapit je bil naklonjenGrkom
Na dan, ko so opravili pogrebno opravilo za Janezom II. , so rimska duhovščina, senatorji in ljudstvo že postavili na papeški prestol Agapita, sina prezbiterja Gordijana iz odlične senatorske rodovine, ki je bil lastnik razkošne palače. 
Njegov oče Gordijan je bil ubit v ostrih spopadih med pristaši Simaha in njihovimi nasprotniki. Ko je Agapit nato postal arhidiakon rimske škofije, je počastil očetov spomin s tem, da je družinski dvorec na Celijskem griču predelal za knjižnico. V njej je hranil spise, ki jih je zbral oče, in jim je sam dodajal še nove. Z učenim prijateljem, teologom in zgodovinarjem Kasiodorom, sta napravila načrt za bogoslovno visoko šolo v Rimu, ki naj bi se opirala na to zbirko knjig.
Ime Agapit (včasih beremo tudi Agapet) je v zvezi z navado prvih kristjanov, da so se po evharistični daritvi zbrali pri bratovski pogostitvi, ki so jo imenovali agape (grško: αγάπη - kar pomeni: prijazen sprejem, spoštovanje in ljubezen). Tako ime se temu svetniškemu papežu dobro prilega. Tako prisrčno je bil zavzet za pravo soglasje v Cerkvi in tako ljubeznivo je znal priporočati božjo ljubezen, medsebojno povezanost in edinost kristjanov v Kristusovem nauku, da je dosegel kar čudovite uspehe, čeprav je vodil božjo Cerkev kot najvišji pastir le od 13. maja leta 535 do smrtnega dne 22. aprila leta 536, torej niti eno leto ne.
V času Janeza II. je v Rimu deloval kot arhidiakon, 13. maja 535 pa so ga izvolili za njegovega naslednika. Izgleda, da je bil kandidat stare grške stranke; prvo, kar je storil, je bilo namreč sežiganje listin o Dioskurovem izobčenju. Nastopil je tudi zoper razvado, da je lahko papež že za časa svojega življenja označil svojega naslednika. To je vodilo v nepotizem in nekakšno dinastijsko prenašanje Petrinske službe; tudi zemeljskim vladarjem je omogočalo vplivanje na papeške volitve . 

### Mirovno poslanstvo vCarigradu
Vzhodnorimski cesar Justinijan je menil, da je prišel čas, da iz cesarstva prežene barbarske narode. S tem namenom je poslal vojskovodja Belizarja v Afriko, kjer je uničil vandalsko arijansko kraljestvo. Vzhodnogotski kralj Teodat (Theodahad)je zategadelj zahteval od papeža, naj odpotuje na mirovno misijo v Carigrad, kjer naj posreduje pri cesarju Justinijanu , da naj ustavi že začeto vojno proti Vzhodnim Gotom, s katero je hotel povrniti oblast nad Italijo in Ilirikom. Čeprav je bil papež tako ubog, da je moral za plačanje potnih stroškov založiti dragocene svete posode glavne bazilike, se je odpravil na nevarno pot in sprejel kočljivo nalogo, ker je upal na ureditev tudi cerkvenih razmer. 
Cesarici Teodori na ljubo so namreč izvolili za carigrajskega patriarha Antima, ki so ga sumili monofizitizma; glede tega so se pritožili v Rim. Čeprav so papeža sprejeli nadvse slovesno, njegovo politično poslanstvo ni obrodilo uspeha; pač pa je papež uspešno nastopil proti monofizitom, ki so sicer uživali močno podporo pri cesarici Teodori. Agapit je odstavil monofizitskega patriarha Antima (grško: Antimos).
Agapita so celo povabili, da je 10. marca 536 sam posvetil  novega patriarha Mena (grško: Menas) v Marijini cerkvi, kar je potrdil tudi cesar. Jeruzalemskemu škofu Petru je ta izredni dogodek takole ocenil papež sam: 
 »Prvič od časov apostola Petra se je primerilo, da je kakšna vzhodna Cerkev sprejela takega škofa, ki ga je posvetil rimski škof.« 
 Namesto splošno pričakovane zamere je Agapit dosegel manifestacijo bratovske sprave med zahodnimi in vzhodnimi kristjani, kakor jih cerkvena zgodovina le malo pozna.

## Smrt in češčenje
Iz mnogih samostanov so prihajale pritožbe zoper razne herezije; ko je glede tega papež hotel sklicati koncil, je nenadoma umrl 22. aprila 536 v Carigradu. Veliko število škofov in drugih odličnikov je sodelovalo pri pogrebu, ki je bil po tedanjih poročilih tako veličasten, da podobnega ljudje niso pomnili niti pri cesarjih niti pri škofih. Njegovo truplo so prenesli 17. septembra 536 v svinčeni krsti v Rim in ga pokopali v baziliki sv. Petra . Za njegovimi ostanki se je zgubila ob obnovi bazilike vsaka sled.

### God
Njegov god je prenesel na njegov smrtni dan, na 22. april, že leta 1922 Benedikt XV. ;  po pokoncilski koledarski reformi Pavla VI. 1969 pa je to pravilo za vse svetniške godove. Po prejšnjem koledarju je Agapit godoval 20. septembra, na Vzhodu pa ga častijo 17. ali 18. aprila. 

### Leposlovje
- Obdobje papeža Agapita in cesarja Justinijana lepo opisuje slovenski pisatelj F. S. Finžgar v rodoljubnem romanu Pod  svobodnim soncem. Zelo zvesto opiše takratne Belizarjeve zmage, kakor tudi moralni propad na bizantinskem dvoru, kjer je spletkarila monofizitom naklonjena cesarica Teodora. Glavni junak Iztok se komaj izmota iz njenih mrež.
- Zaradi doseženega verskega soglasja proslavlja papeža Agapita še Dante[8]skoraj 800 let pozneje.